# 7,5 cm Leichtgeschütz 40
Il 7,5 cm Leichtgeschütz 40, abbreviato in LG 40, era un cannone senza rinculo tedesco utilizzato nella seconda guerra mondiale.

## Storia

### Sviluppo

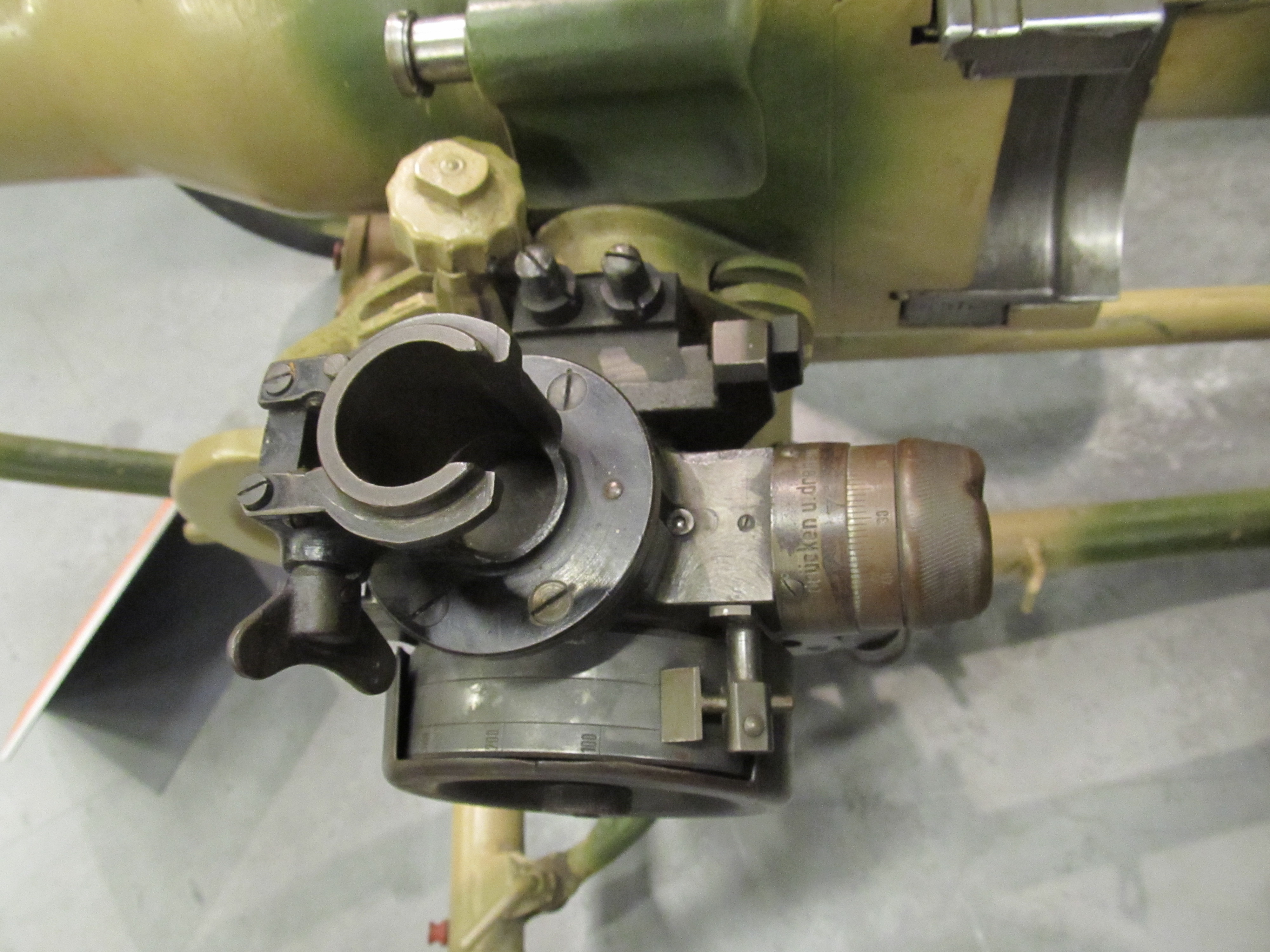
Pezzo conservato al Canadian War Museum di Ottawa: dettagli del sistema di puntamento

Il primo modello di cannone senza rinculo da 75 mm fu il 7,5 cm Leichtgeschütz 1, progettato dalla Krupp a Essen. Il pezzo fu impiegato nell'invasione di Creta, durante la quale emersero alcuni difetti progettuali, quali l'eccessiva leggerezza dell'affusto.
Il progetto fu migliorato dalla Rheinmetall di Düsseldorf, il cui 7,5 cm Leichtgeschütz 1/370 venne adottato dalla Wehrmacht con la denominazione ufficiale 7,5 cm Leichtgeschütz 40. Furono ordinati 450 pezzi per soddisfare le esigenze principalmente dei reparti paracadutisti Fallschirmjäger, dei quali 170 prodotti direttamente dalla Rheinmetall e 280 dalla Dürkopp a Bielefeld. L'ordine comprendeva sia una versione standard per le truppe aviotrasportate, denominata LG 40/1, pesante 175 kg e scomponibile in 4 carichi, sia una versione per le truppe da montagna (Gebirgsjäger), la LG 40/2, pesante 270 kg e scomponibile in 5 carichi someggiabili.
L'entrata in servizio evidenziò due principali limiti dell'arma. I gas espulsi dal tubo Venturi causavano depositi ed incrostazioni sul meccanismo stesso; risolvere questo problema avrebbe richiesto la riprogettazione dell'intero sistema di chiusura e non venne ritenuto opportuno interrompere la produzione e ricostruire i cannoni esistenti. Il secondo e più serio problema era dato alle vibrazioni dell'affusto dopo circa 300 colpi. Queste erano causate dalla torsione della canna rispetto all'affusto sia quando il proietto ingaggiava la rigatura sia dall'erosione degli ugelli dei gas. Questo problema poteva essere risolto saldando delle alette negli ugelli orientate in senso opposto a quello della rigatura, in modo da contrastare il momento torcente della canna e minimizzare lo stress sull'affusto.

### Impiego operativo
Il cannone senza rinculo venne usato durante la battaglia di Creta, dove equipaggiava la 2. Batterie/Fallschirmjäger-Artillerie-Abteilung (2ª batteria del battaglione artiglieria paracadutista). Trovò poi largo impiego durante tutta la guerra presso le unità paracadutiste sia della Luftwaffe che delle Waffen-SS. Quattro pezzi equipaggiarono anche il SS-Fallschirmjäger-Bataillon 500 durante il lancio su Drvar per catturare Josip Broz Tito. I Gebirgsjäger apprezzarono la leggerezza del pezzo e lo impiegarono nelle operazioni sul Caucaso nella seconda metà del 1942.

## Tecnica

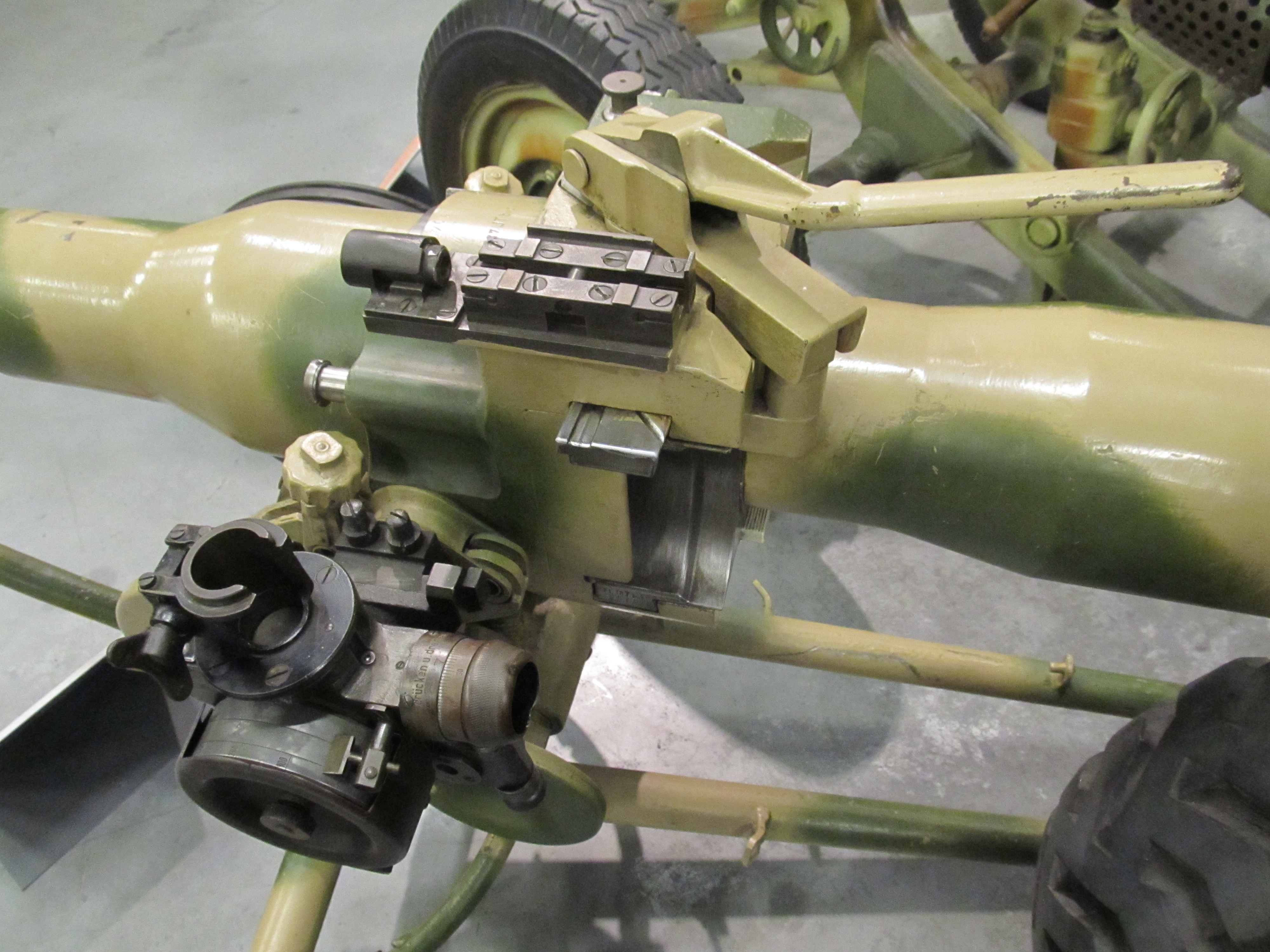
Particolare della culatta

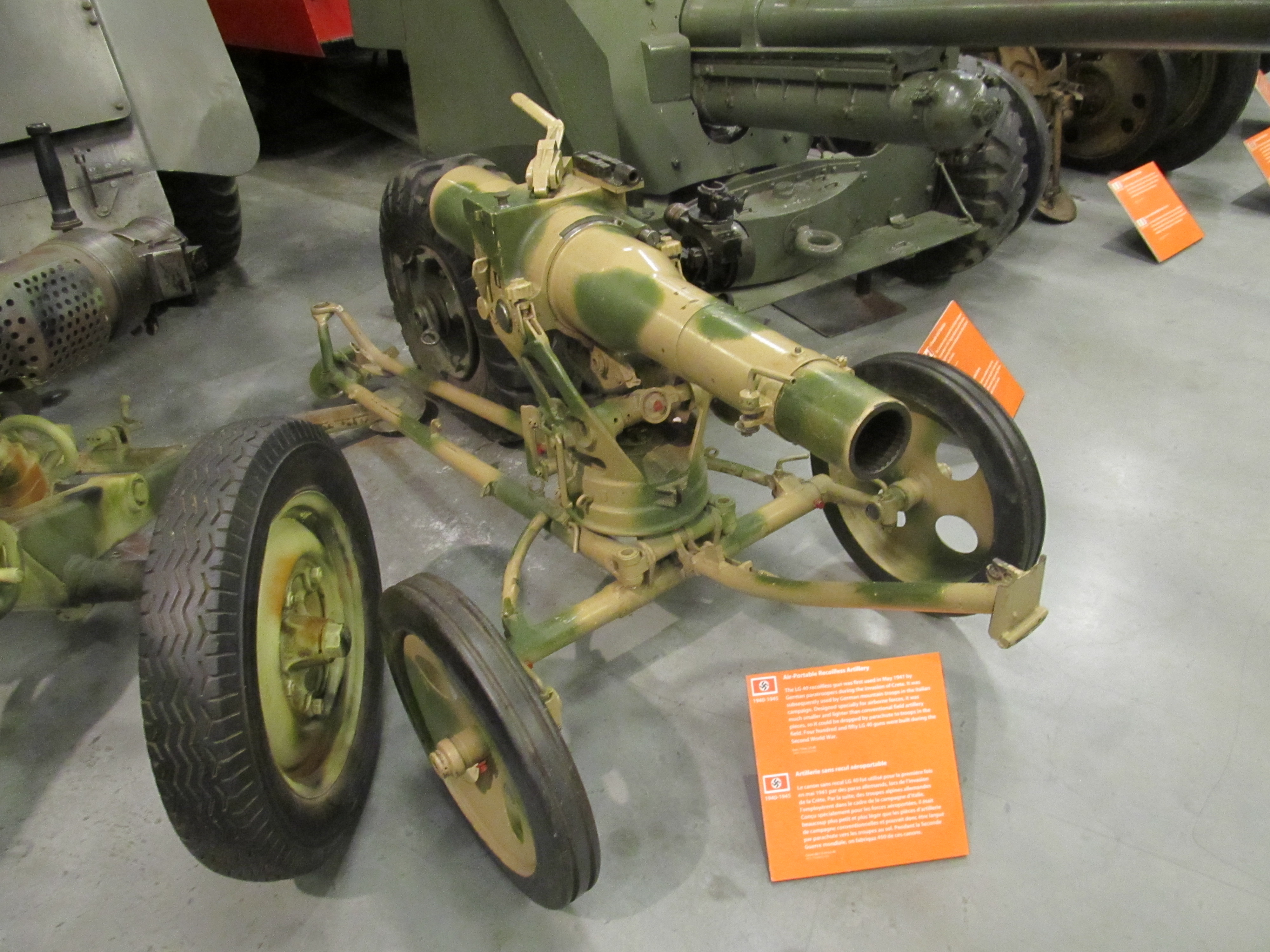
Vista d'insieme, con in evidenza affusto e treppiede

Il LG 40/1 era specificatamente progettato per essere facilmente trasportabile e paracadutabile; era perciò scomponibile in 4 carichi che scendevano in 2 contenitori separati, per un totale di 175 kg munizioni escluse. Queste venivano imballate in casse di legno da 20 kg, contenenti due proiettili con bossoli separati dai proietti, che venivano assemblati solo prima del tiro.
La canna era un monoblocco in acciaio rigata. All'estremità posteriore della canna un collare interrotto permetteva di fissarla al blocco di culatta. A metà della lunghezza della canna, un collare in acciaio permetteva di bloccare in posizione sollevata la gamba anteriore del treppiede durante il trasporto. La canna da sola pesava 44,5 kg.
Il blocco di culatta collegava la canna alla culatta mobile. Esso conteneva l'asta dell'estrattore del bossolo, il vitone, il percussore e gli organi di tiro. Degli orecchioni lo assicuravano all'affusto e lo connettevano al sistema di puntamento. Il blocco pesava 28 kg.
La culatta era del tipo ad apertura a scorrimento orizzontale. Ad essa era avvitato posteriormente il tubo di Venturi, a forma di imbuto, che grazie all'omonimo effetto permetteva la dispersione all'indietro dei gas di propulsione eliminando il rinculo. Culatta e tubo pesavano 29 kg.
L'affusto era costruito in lega d'alluminio e brandeggiava su una base circolare sul sotto-affusto. Tramite appositi alloggiamenti si collegava agli orecchioni della canna ed al sistema di puntamento. Il settore di elevazione andava da -15° a +42°. Quando l'elevazione era minore di 20°, l'affusto poteva brandeggiare su 360°, ridotti a 60° ad elevazioni maggiori. Sul lato destro era presente un attacco per la cassetta dei pezzi di ricambio; su quello sinistro era fissato il sistema di puntamento. L'affusto pesava 28,5 kg.
Il sotto-affusto consisteva di una piattaforma ad anello per il brandeggio dell'affusto, tre gambe tubolari, occhiello di traino, assale tubolare, fuselli e due ruote. Le ruote a disco di lamiera d'acciaio avevano battistrada in gomma piena ed erano rapidamente staccabili dall'assale. Le tre gambe erano imperniate sulla base della piattaforma; esse terminavano con piccoli vomeri e, una volta aperte e rimosse le ruote dall'assale, formavano uno stabile treppiede per il tiro. In posizione di marcia la gamba anteriore veniva sollevata e fissata al corrispondente collare metallico sulla canna, mentre la gamba destra e quella sinistra erano bloccate insieme e fungevano da barra di traino. Assale, treppiede e ruote pesavano 16,3 kg.
Il LG 40/2 per le truppe da montagna era scomponibile in 5 carichi someggiabili (invece di che 4). L'affusto era in acciaio invece che in lega, cosicché il peso saliva di 95 kg, per un totale di 270 kg.

## Munizionamento
Una caratteristica comune a tutte le armi tedesche di questo tipo era quella di impiegare le granate dei pezzi ordinari pari calibro, anche se con carica di lancio diversa per adattarsi al principio del cannone senza rinculo. In particolare il LG 40 impiegava granate ad alto esplosivo del cannone da montagna 7,5 cm GebG 36 e la munizione anticarro del cannone campale 7,5 cm FK 16 nA. In conseguenza a questa scelta le munizioni non erano ottimizzate per beneficiare delle peculiari caratteristiche delle armi senza rinculo; d'altro canto permise però di risparmiare tempi e sforzi di ricerca, beneficiando delle scorte di munizioni esistenti con notevole risparmio economico.